# Cáo hoa râm
Cáo hoa râm (danh pháp hai phần: Lycalopex vetulus) là một loài động vật có vú trong họ Chó, bộ Ăn thịt. Loài này được Lund mô tả năm 1842. Chúng là loài bản địa Brasil.

## Tập tính và chế độ ăn
Cáo hoa râm là loài hoạt động về đêm, và phần lớn sống đơn độc ngoài mùa sinh sản. Nó chủ yếu ăn côn trùng, đặc biệt là mối và bọ hung nhưng cũng ăn gặm nhấm, chim nhỏ và trái cây. Các cá thể có phạm vi sinh sống thay đổi, tùy thuộc vào môi trường địa phương, nhưng trung bình 48 hécta (120 mẫu Anh) đã được báo cáo từ các đồng cỏ tại Mato Grosso.

## Hình ảnh

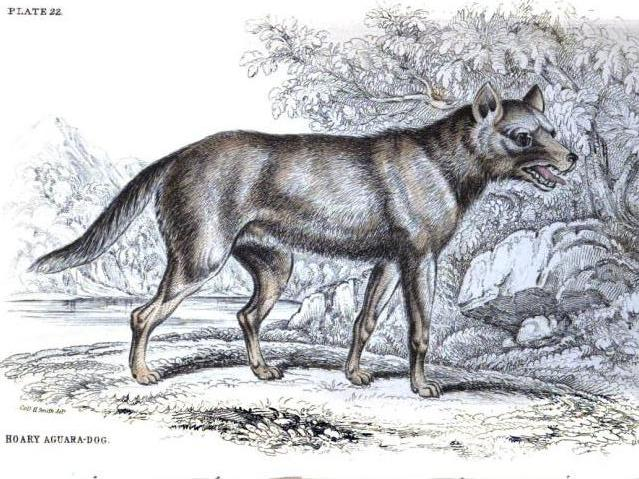
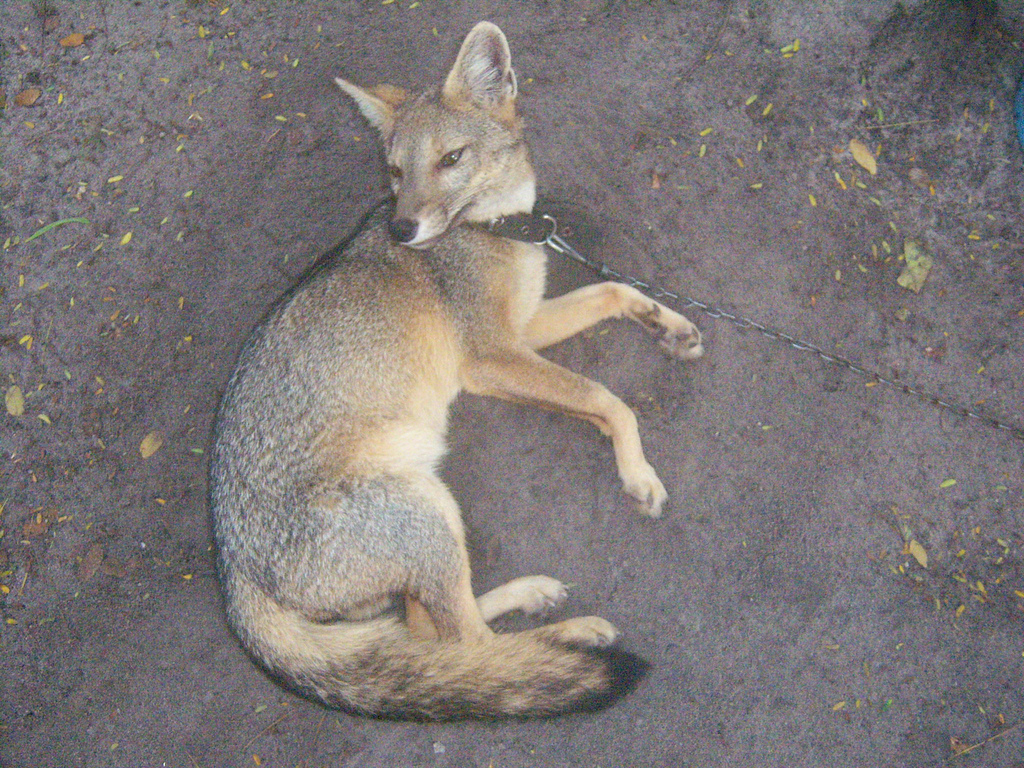
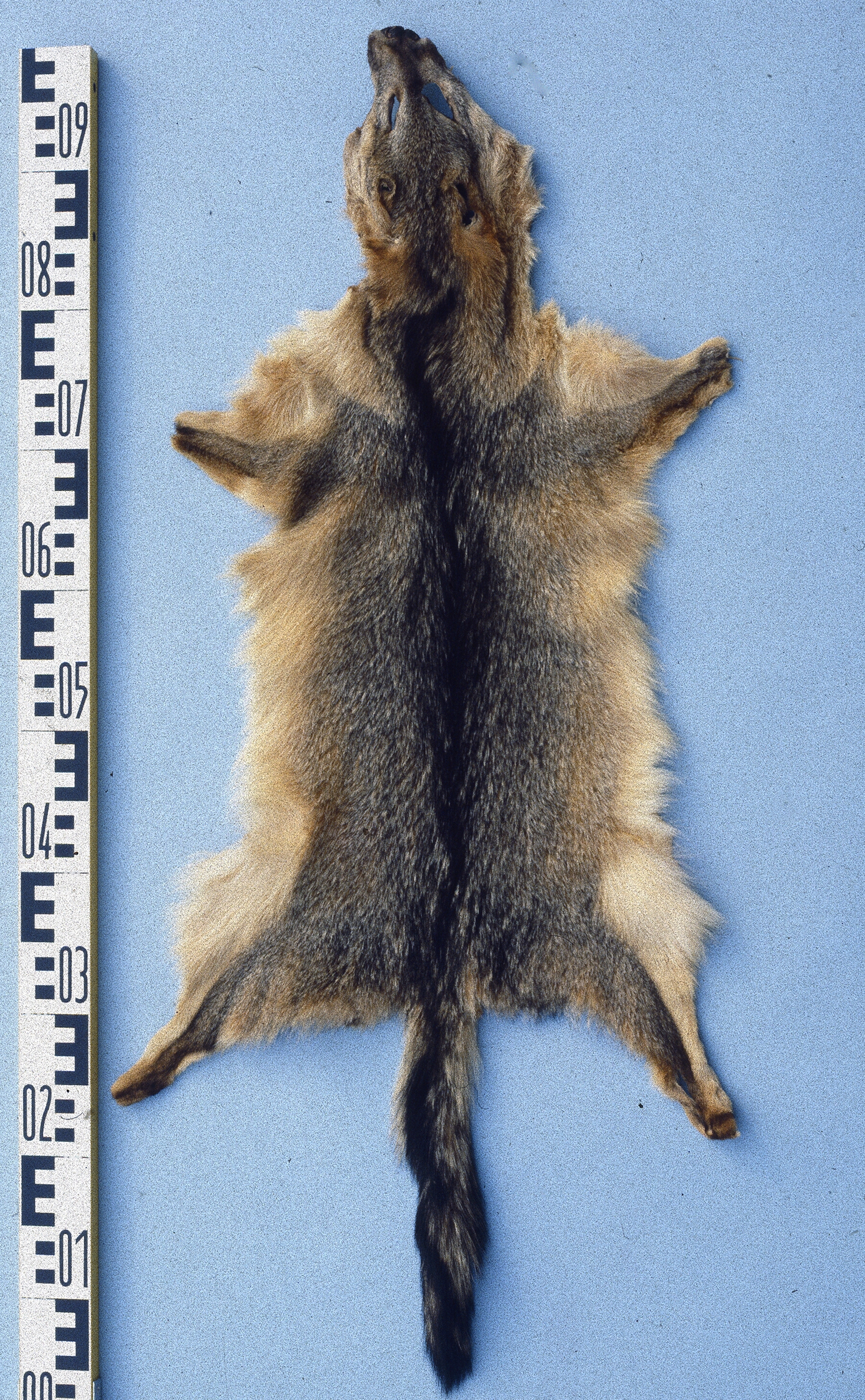
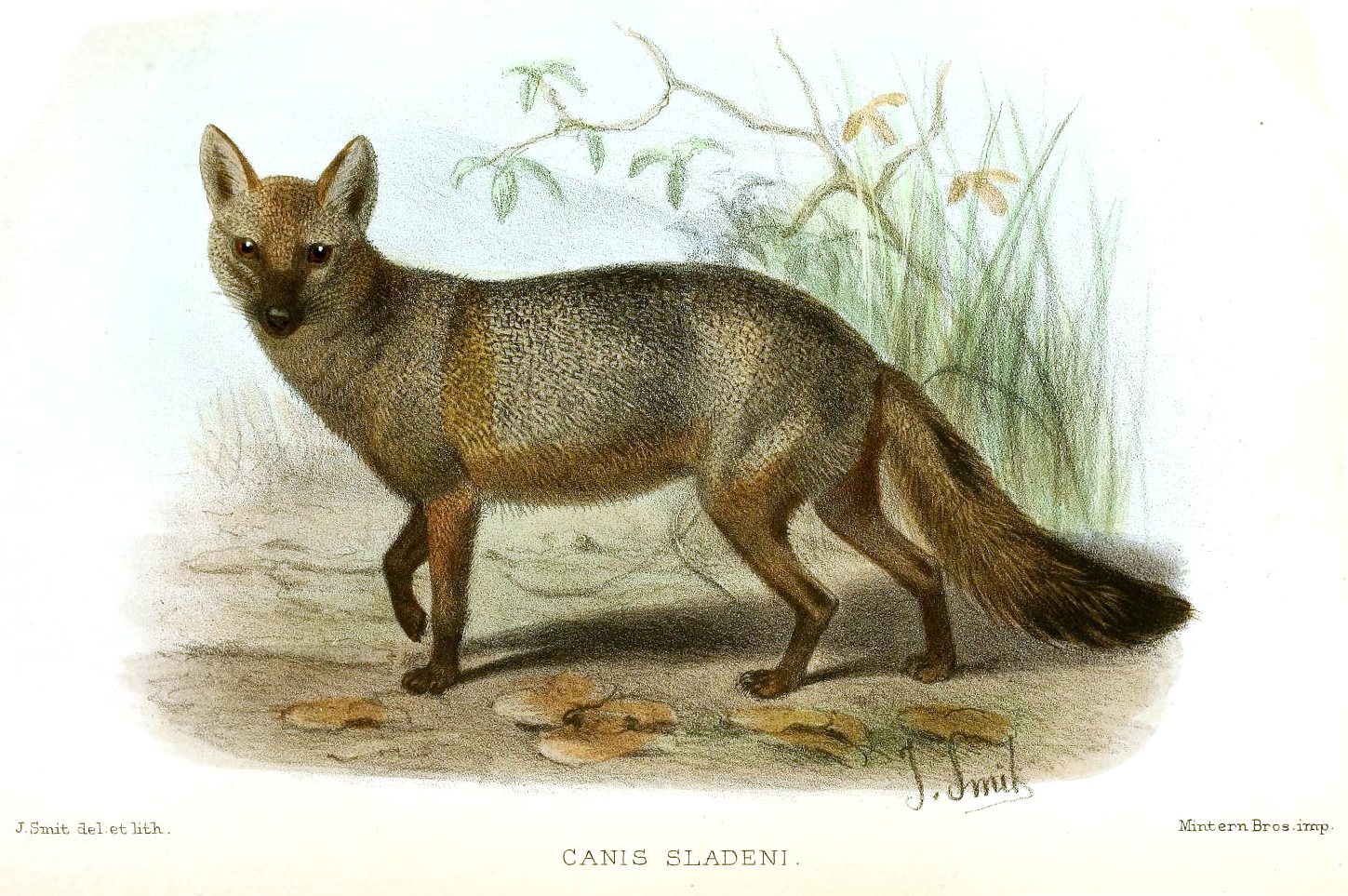